# Угольный (аэропорт)
Аэропорт Ана́дырь (Угольный) имени Ю. С. Рытхэу (Anádyr) (IATA: DYR, ICAO: UHMA) —  Международный аэропорт федерального значения совместного базирования в Анадыре, столице Чукотского автономного округа.
Используется транзитными воздушными судами в качестве запасного аэродрома в будние дни, а также стратегической военной авиацией как аэродром подскока для Ту-95МС, базирующихся в Энгельсе.

## Описание
Как и многие другие аэродромы на севере России, аэродром построен на вечной мерзлоте.
В 2003 году первые 952 метра ИВПП 01 были отремонтированы.
Посадочные курсы 012—192 градусов.
В 2009 году ремонт производился на участке ИВПП 19 от торца +1000 метров в сторону КТА.
Принимаемые воздушные суда: Ан-12, Ан-24, Ан-26, Ан-72, Ан-74, Ан-140-100, Ан-148, Ан-124 «Руслан» Ил-62, Ил-76, Ил-86, Ил-96, Ту-134, Ту-154, Ту-204, Ту-214, Як-40, Як-42, Airbus A319, Airbus A320, Airbus A321, Airbus A330, Boeing 737, Boeing 747, Boeing 757, Boeing 767, Boeing 777, Bombardier CRJ, Bombardier Dash 8, Sukhoi Superjet 100, Beech-190B,-190C,-200, Cessna-172 (AF, R),-208 (CARAVAN),- 525,-550,-Bravo,-CJ1+ (2+, 3+),-Encore,-Sovereing,-X,-XLSExcel, Challenger-600-3R,-604,-605, DHC-6,-7,-8, Falcon-200,-900B,-900DX,-900EX, Fokker-28,-50,-BE9T,-20,-90,-350, Gulfstream-I (II, V), Learjet-23,-24,-35,-36,-40,-45,-60, вертолёты всех типов.

## Военное применение
Основная цель постройки аэродрома — возможность заправки, пополнение бомбового вооружения (включая ядерные боеприпасы) самолётов стратегической авиации СССР в случае войны с США. Для хранения ядерных боеприпасов в вечной мерзлоте (примерно в 10 км от аэродрома) в середине 1950-х годов было построено огромное подземное хранилище «Портал» с полной противоатомной защитой. Для обеспечения работы хранилища был построен поселок Магадан-11 (он же Анадырь-1, разговорное название Гудым, в честь некоего полковника Гудыма).
С момента постройки и до начала 1990-х годов аэродром делился на две части: восточную — гражданский сектор, со зданием аэровокзала и службами аэродромного обслуживания, и западную — военный сектор, включавший в себя:
- 214-й гвардейский военно-транспортный авиационный Красносельский полк на самолётах Ли-2 с августа 1949 года по декабрь 1953 года из состава 95-й смешанной авиационной дивизии;
- Полк истребителей-перехватчиков (до 1982 года 529-й истребительный авиаполк, летавший на Як-28П, с 1982 по 1992 годы 171-й Тульский Краснознамённый истребительный авиационный полк ПВО, эксплуатировавший Су-15ТМ. Задачей которых являлась прикрытие аэродрома и сопровождение стратегических бомбардировщиков во время боевых вылетов в военное время, в мирное время летчики осуществляли прикрытие восточной границы СССР. При приближении к границе самолётов иностранных государств, поднималась дежурная пара, находившаяся на круглосуточном дежурстве, которая шла параллельным курсом, но при этом не пересекала государственную границу, тем самым, своим присутствием отбивала желание её нарушить;
- 445-й отдельный батальон аэродромного обслуживания (ОБАТО), входивший в состав стратегической авиации, и не подчинявшийся командованию Дальневосточного военного округа. Батальон отвечал за поддержание аэродрома в постоянной готовности к приему воздушных судов (по состоянию ВПП), их заправку, как бомбардировщиков, так и истребителей-перехватчиков. Командир батальона (должность предусматривала звание полковник) имел право закрывать аэродром не только для военных самолётов, но и для гражданских;
- Узел связи ВВС (полк). Обеспечивал связью все подразделения аэродрома, включая дальние и ближние приводные радиостанции;
- Технико-эксплуатационная часть (ТЭЧ), подразделение 171-го Тульского Краснознамённого истребительного авиационного полка (в/ч 64371);
- Смешанная авиаэскадрилья, включавшая самолёты Ан-12, Ан-26, вертолёты Ми-8.

Штаб войсковой части 24789, штаб полка, штаб авиаэскадрильи, комендатура и штаб дивизии ПВО, а также казармы и дома офицерского состава (ДОСы) располагались в посёлке Угольные Копи.

## Показатели деятельности
| год             | 2014 | 2015 | 2016 | 2017 | 2018 | 2019  | 2020 | 2021  |
| тыс. пассажиров | 129  | 82,3 | 90,0 | 95,5 | 103  | 102,1 | 87,7 | 110,1 |
| Источники:      |      |      |      |      |      |       |      |       |

## Транспортные коммуникации
Аэропорт расположен на противоположном от Анадыря берегу бухты. В летнее время от городской пассажирской пристани до причала № 10 в посёлке Угольные Копи примерно раз в два часа ходит небольшой пассажирский теплоход «Камчатка» стоимость перевозки пассажира в 2020 г. составляла 200 рублей. 
Перевозку также осуществляли катеры, стоимость около 1000 рублей с человека. К ним привязано расписание автобусов и частных такси от причала № 10 в аэропорт и обратно. В зимнее время по льду лимана ходит маршрутное такси, стоимость в 2020 году составляла 250 рублей. Также можно воспользоваться услугами многочисленных такси. В 2022 году стоимость такси от аэропорта до Анадыря составляла 3 500 рублей (в цену входит стоимость переправы такси через анадырский лиман на барже). 
В межсезонье (май, октябрь-ноябрь) сообщение Анадыря с аэропортом только вертолётное. Несколько раз в сутки летает Ми-8 с вертолётной площадки в Анадыре. Тариф 3 680 рублей с человека (в ценах 2014-2015 года). Норма провоза багажа 20 кг, сверх тарифа 10 % от стоимости билета. Производится по три вертолётных рейса в день, кроме выходных, а под авиарейсы  производят ещё до двух дополнительных рейсов, исходя из загрузки.

## Климатические условия
| Показатель                        | Янв.  | Фев.  | Март  | Апр.  | Май  | Июнь | Июль | Авг. | Сен. | Окт. | Нояб. | Дек.  | Год  |
| --------------------------------- | ----- | ----- | ----- | ----- | ---- | ---- | ---- | ---- | ---- | ---- | ----- | ----- | ---- |
| Средний суточный максимум, °C     | −20,8 | −21,3 | −17,1 | −9,3  | 1,8  | 10,8 | 15,2 | 13,8 | 8,3  | −1,3 | −10,4 | −15,9 | −3,9 |
| Средняя температура, °C           | −23,3 | −23,9 | −20   | −12,5 | −1,2 | 7,3  | 12,1 | 10,9 | 5,5  | −3,1 | −12,4 | −18,2 | −6,6 |
| Средний суточный минимум, °C      | −26   | −26,4 | −22,9 | −15,7 | −4,1 | 3,9  | 9,0  | 8,0  | 2,8  | −4,9 | −14,5 | −20,5 | −9,3 |
| Норма осадков, мм                 | 5     | 3     | 4     | 3     | 4    | 1    | 4    | 11   | 10   | 4    | 2     | 1     | 51   |
| Источник: www.weatheronline.co.uk |       |       |       |       |      |      |      |      |      |      |       |       |      |

## Ближайшие аэропорты в других городах
- Бухта Провидения (219 км)